# Goniothalamus tenasserimensis
Goniothalamus tenasserimensis är en kirimojaväxtart som beskrevs av Kalipada Biswas. Goniothalamus tenasserimensis ingår i släktet Goniothalamus och familjen kirimojaväxter. Inga underarter finns listade i Catalogue of Life.